# Теорије завере у вези вере Барака Обаме
Наводи да Барак Обама тајно практикује ислам или да је антихрист хришћанске есхатологије, или тајно заузима неку другу езотеричну религиозну позицију, сугеришe се откако је водио кампању за Сенат САД 2004. и умножиле су се након његовог избора за председника Сједињене Државе 2008. Као и код теорија завере у вези са његовим статусом држављанства, те тврдње промовишу разни политички противници а амерички блогери и конзервативни радио водитељи посебно промовишу те теорије.
Веровање у ове тврдње у јавној сфери је опстало, а у неким случајевима се чак и проширило током Обаминог председништва према Истраживачком центру Пев, са 17% Американаца (укључујући једну трећину конзервативних републиканаца) веровало је да је муслиман у анкети из 2012. године.
Обама практикује протестантско хришћанство. Обама је похађао црначке цркве док је био у двадесетим годинама. Од 1992. до 2008. био је члан Тринити уједињене Христове цркве — реформисане деноминације. Обама је касније напустио ову цркву. Од тада је похађао разне протестантске цркве, укључујући баптистичке, методистичке и епископалне цркве.

## Позадина
У политичкој култури Сједињених Држава, митологије нативизма и имигрантског идентитета већине грађана често су биле у напетости. Устав садржи клаузулу о рођеним држављанима у којој се наводи да свака особа рођена након оснивања Сједињених Држава мора бити „природно рођени грађанин“ да би имала право да обавља функцију председника.
Као резултат одсуства јасне дефиниције „природно рођеног грађанина“, развила се историја тврдњи против председника и председничких кандидата који тврде да су држављанство других нација које имају поред држављанства САД, или аспекти етничке припадности или вере, учинили да их уставно неквалификован за обављање функције. Антисемитски памфлетичар Роберт Едвард Едмондсон објавио је Рузвелтово јеврејско порекло — „Он није један од нас!“ 1939. године као подршку постојећој пропаганди која се тиче религије и наслеђа председника Френклина Д. Рузвелта и Роја Закарија, вође Сребрне легије Америке, повезивали су Рузвелта са криптојудаизмом Шпаније у шеснаестом веку у јавним говорима-
Нацистичке немачке карикатуре Рузвелта такође су га приказивале као Јевреја. У двадесет првом веку, слични приступи су развијени за Барака Обаму и ислам.

## Тврдње да Обама тајно практикује друге религије
Према Лос Анђелес Тајмсу, лажне гласине да је Обама тајно муслиман почеле су током његове кампање за Сенат Сједињених Држава 2004. године и прошириле се путем виралних е-порука до 2006. Тајмс је упоредио ове гласине са ранијим лажним гласинама о председничким изборима 2000. када се причало да је кандидат Џон Макејн дете мешовите расе ван брака. Гласине су касније промовисали конзервативни водитељи ток шоуа, укључујући Мајкла Севиџа.
У децембру 2007. кампања Хилари Клинтон затражила је од добровољца окружног координатора да се повуче након што је она проследила е-поруку која је понављала лажне гласине да је Обама муслиман. У јуну 2008. градоначелник Њујорка Мајкл Блумберг, који је и сам Јеврејин, говорио је јеврејским гласачима на Флориди против лажних гласина е-поште у којима се говорило да је Обама тајно муслиман и да не подржава Израел. Блумберг је рекао: „Надам се да ћете ми се сви ви придружити током ове кампање у снажном излагању против овог ширења страха, без обзира за кога ћете гласати.“
Године 2015. Таха ал-Лахиби, бивши члан ирачког парламента познат по промовисању маргиналних теорија завере, тврдио је да је Обама „син шиитског кенијског оца“. Ове неосноване тврдње немају широку подршку међу Ирачанима, а ал-Лахибијева тврдња је изазвала спрдњу.
Обама је крштен у деноминацију Уједињене цркве Христове и формално јој се придружио 1988. године. Напустио је исту 2008. године због контроверзе око свештеника Џеремаје Рајта. Касније је молио са јужним баптистичким пастором у Кемп Дејвиду, али није постао формални члан ниједне цркве од 2008. године.
Иако према сопственој професији и неким другима, Обама је хришћанин и углавном су га одгајали његова мајка и њени хришћански родитељи. Његовог оца, Барака Обаму старијег, са којим је живео тек као беба, Обама је окарактерисао као атеисту одгајаног међу муслиманима. Такође, његов очух, Лоло Соеторо, са којим је живео током раног детињства, номинално је био муслиман. Ова породична веза са исламом, између осталог, је основа тврдњи да Обама тајно практикује ислам.
Ланчана електронска пошта која је кружила током председничке кампање тврдила је да је Обама положио заклетву као амерички сенатор 2005. док је ставио руку на Куран, а не на Библију. Ова тврдња је лажна, пошто је Обама положио заклетву на функцију користећи Библију коју је поседовао. Тврдња је можда била инспирисана фотооперативном реконструкцијом полагања заклетве америчког представника Кита Елисона из Минесоте из 2007. године, који је користио Куран који је припадао Томасу Џеферсону.
Рана верзија гласине да је Обама „провео најмање четири године у такозваној медреси, или муслиманској богословији, у Индонезији“ појавила се у чланку часописа који је престао да излази убрзо након инцидента. Његов уредник Џеф Кунер је тврдио да му је особа која ради за Клинтонову кампању рекла да кампања „припрема оптужбу да је њен ривал сенатор Барак Обама прикрио кратак период који је провео у исламској верској школи у Индонезији када је било шест“. Сенатор Клинтон је демантовао оптужбе. Кунер није именовао особу за коју се сматра да је извор његовог репортера.
Обама је похађао две школе током четири године колико је живео у Индонезији као дете (1967–1971). Од првог разреда па све до трећег разреда похађао је римокатоличку школу Светог Фрање Асиза, где је настава почињала и завршавала сваког дана хришћанским молитвама. Тамо је био регистрован као муслиман због номиналне вероисповести свог очуха. У неком тренутку током трећег разреда прешао је у државну основну школу Ментенг 01, такође познату као Бесуки школа, на мање од годину дана. Бесуки је секуларна јавна школа. Тамо ученици носе западњачку одећу, а часопис Чикаго Трибун је описао школу као „толико прогресивну да су наставници носили мини сукње и сви ученици су били охрабрени да славе Божић“.
Убрзо након ове приче, репортер ЦНН-а Џон Ваус посетио је државну основну школу Ментенг 01 и открио да сваки ученик добија два сата верске наставе недељно у својој или њеној вери. Харди Пријоно, заменик директора школе, рекао је Ваусеу: „Ово је јавна школа. Не фокусирамо се на религију. У свакодневном животу покушавамо да поштујемо религију, али не дајемо преференцијални третман.“
Интервјуи Недре Пиклер из Асошиејтед преса открили су да су студенти свих вероисповести тамо добродошли од пре Обамине посете. Акмад Соличин, заменик директора школе, рекао је Пиклеру: "Оптужбе су потпуно неосноване. Да, већина наших ученика су муслимани, али има и хришћана. Овде су сви добродошли... то је јавна школа."
У једној ланчаном мејлу се погрешно тврдило да је средње име председника Обаме Мохамед или Мухамед. Његово право средње име је Хусеин наслеђено од оца.
Истраживања јавног мњења спроведена, почев од 2008. године, показала су да један број Американаца верује да је Обама муслиман. У марту 2008, истраживање које је спровео  Pew Research Center показало је да 10% испитаника верује у ту гласину. Они који су веровали да је он муслиман су били политички конзервативци (и републиканци и демократе), људи који нису похађали колеџ, људи који су живели на Средњем западу или на југу, и људи у руралним областима.
Студија коју је спровео Универзитет Џорџије показала је да је проценат Американаца који верују да је Обама муслиман остао константан на приближно 20% у септембру, октобру и новембру 2008, упркос честим покушајима медија, као и Обамине кампање да исправи ово погрешно схватање. Међутим, студија је такође показала да су неки људи који су у почетку веровали да је Обама хришћанин касније поверовали у гласине да је он муслиман. Истраживање је показало да су испитаници који су прешли на заблуду углавном млађи, мање политички ангажовани, мање образовани, конзервативнији. Према професору Барију Холандеру, „Ово су групе људи које су генерално неповерљиве према мејнстрим медијима... Стога би новинари који би им рекли да то није истина могли да имају супротан ефекат и да их натерају да верују у гласине“.
У августу 2010, истраживање показало је да 18% Американаца и 30% републиканаца верује да је Обама муслиман.
У 2012, подаци открили су да је популарност дезинформација порасла у неким групама. Конкретно, више од једног од седам Американаца (укључујући једну трећину конзервативних републиканаца) означило је председника као муслимана. Харис Тарин из Муслиманског већа за јавне послове рекао је да анкета „показује да у Америци има много изазивања страха и политике“.
Истраживање јавног мњења из 2016. показало је да 65% Трампових присталица верује да је Обама муслиман, а само 13% верује да је хришћанин.

## Одговор на гласине
"Ја сам хришћанин по избору. Моја породица није — искрено, нису били људи који су сваке недеље ишли у цркву. И моја мајка је била један од најдуховнијих људи које сам познавао, али ме није васпитавала у цркви. Тако сам касније у животу дошао до своје хришћанске вере, и то зато што су ми заповести Исуса Христа говориле о врсти живота који бих желео да водим – да будем чувар своје браће и сестара, да се према другима понашам као они према мени. И такође мислим да разумем да је Исус Христ који умире за моје грехе говорио о понизности коју сви морамо да имамо као људска бића, да смо грешни и да смо грешни и да правимо грешке, и да постижемо спасење милошћу Божијом . Али оно што можемо да урадимо, колико год да јесмо, јесте да видимо Бога у другим људима и да дамо све од себе да им помогнемо да пронађу сопствену милост. То је оно чему се трудим. То је оно за шта се молим сваки дан. Мислим да је моја јавна служба део тог напора да изразим своју хришћанску веру."
Обама је више пута јавно одговарао на питања у вези са својом религијом. Током дебате демократских председничких кандидата 15. јануара 2008. у Лас Вегасу, Невада, модератор Брајан Вилијамс је питао Обаму о гласинама да "покушава да сакрије чињеницу да је муслиман". Обама је одговорио да су „чињенице: ја сам хришћанин. Положио сам заклетву [Сенату САД] Библијом“. Затим је рекао „у доба интернета биће лажи које се шире свуда. Ја сам постао жртва ових лажи.“
Обама је 4. јуна 2009. одржао говор на Универзитету у Каиру под насловом „Нови почетак“. Током свог говора пред већином муслиманском публиком, Обама је изјавио: „Ја сам хришћанин.“
У интервјуу са новинаром Брајаном Вилијамсом 29. августа 2010. године, Вилијамс је питао Обаму о анкети која каже да 20% америчке јавности не верује да је он хришћанин или рођен у Америци. Обама је дао сличан одговор оном који је дао у дебати у јануару 2008. године. Током националног молитвеног доручка 2011. године, председник је изјавио: „Моја хришћанска вера ми је била подршка током ових последњих неколико година, тим више када Мишел и ја чујемо да се наша вера доводи у питање с времена на време“.
Поред Обаминих личних одговора, Обамина председничка кампања 2008. одговорила је на лажне тврдње које су против њега изнели људи који се противе његовој кандидатури покретањем веб странице под називом "FightTheSmears.com". Једна од лажних тврдњи на које се супротставља веб локација је да је он муслиман, а не хришћанин.
У октобру 2010. Бела кућа је објавила да отказује заустављање у Златном храму током Обамине посете Индији. Заједница Сика је са разочарањем примила одлуку о отказивању, а спекулисало се да је та одлука била одговор на фотографију која је циркулисала током кампање Обаме 2008. како је носио кенијску традиционалну гардеробу током путовања у Кенију 2006. године. Фотографија из 2006. коришћена је да изазове сумњу у Обамину религију.

## Остале гласине
Током председничке кампање 2008, један ланчани мејл оптужио је Обаму да је тајно библијски антихрист, рекавши:
"Према Књизи Откровења, антихрист је: Антихрист ће бити човек, у својим 40-им годинама, муслиманског порекла, који ће обмањивати народе убедљивим језиком и имати Огромну привлачност налик Христу... пророчанство каже да ће људи хрлити к њему и он ће обећавати лажну наду и светски мир, а када буде на власти уништиће све, је ли то ОБАМА?"
Сајт PolitiFact.com је анализирао елементе ове лажне тврдње и разоткрио сваки од њих: Реч Антихрист се не појављује у Књизи Откровења (иако се појављује у 1. Јовановој и 2. Јовановој); Књига Откровења се уместо тога односи на Звер. Књига Откровења никада не помиње старост Звери, нити укључује било какве референце на „муслиманско порекло“, пошто је религија ислама основана тек стотинама година након што је књига написана.
Током председничких избора у Сједињеним Државама 2008. године, психолог Алан Ј. Липман написао је измишљени пародијски извештај о „Др. Негативу“ који групише ствари као што су употреба дрога, прељуба, кубизам, мешање и пандеизам као ствари које би кандидат Џон Мекејн могао да оптужи политичког противника Барака Обаму. Следеће године, конзервативни блогер Марк Финкелштајн је заправо означио Обаму, заједно са Алом Гором и колумнисткињом Њујорк Тајмса Гејл Колинс као пантеисте, у делу под називом „Срећан дан пантеизма од Гејл Колинс“. Колинс је приметио да се Ускрс и Пасха поклапају у истој недељи, написао је да „Американци са мање религиозних склоности могу да се радују предстојећим прославама Дана планете Земље, када председник планира да уради нешто још ненајављено, али несумњиво посебно, и Дан Арбура, када се прича да неће само засадити дрво, већ лично пошумити велики део нације Мали". Финкелштајн је узвратио:
"Заштита животне средине је у суштини постала религија, а Дан планете Земље заправо верски празник. Јучерашњи пандеисти, који су обожавали дрвеће и потоке, постали су чланови различитих еколошких група које раде скоро исту ствар. Људи попут Ал Гореа, а можда и Обаме који пошумљава, постали су њихови шамани последњих дана."